# Lincoln County, Nevada
Lincoln County är ett county i delstaten Nevada, USA. År 2010 hade countyt 5 345 invånare. Den administrativa huvudorten (county seat) är Pioche. En annan ort i countyt är Rachel. Countyt bildades 1861. 

## Geografi
Enligt United States Census Bureau så har countyt en total area på 27 549 km². 27 541 km² av den arean är land och 8 km²  är vatten. 

### Angränsande countyn
- White Pine County - nord
- Nye County - väst
- Clark County - syd
- Mohave County, Arizona - sydöst
- Washington County, Utah - öst
- Iron County, Utah - öst
- Beaver County, Utah - öst
- Millard County, Utah - nordöst